# شیم یی یونگ
شیم یی یونگ (کره‌ای: 심이영؛ انگلیسی: Shim Yi-young؛ زادهٔ کیم جین آه در ۳۱ ژانویه ۱۹۸۰) بازیگر اهل کره جنوبی است. از آثاری که در آنها ایفای نقش کرده‌است می‌توان به پاجو و افسانه دریای آبی اشاره کرد.